# Lac de bordure
 (décembre 2023).
Si vous disposez d'ouvrages ou d'articles de référence ou si vous connaissez des sites web de qualité traitant du thème abordé ici, merci de compléter l'article en donnant les références utiles à sa vérifiabilité et en les liant à la section « Notes et références ».

Sur l'un des premiers projets de Lely, les lacs de bordures autour chaque nouveau polder.

Les lacs de bordure (en néerlandais : Randmeren) forment aux Pays-Bas une chaîne de lacs qui séparent le Flevopolder des terres anciennes des provinces du Gueldre et de l'Utrecht et du Noordoostpolder.
Stricto sensu, il ne s'agit pas de plusieurs lacs, séparés les uns des autres, mais d'une grande étendue d'eau entre les anciennes terres et les nouveaux polders, répartie par leur appellation en plusieurs lacs, dont la « frontière » est souvent formée par des ponts, parfois par des écluses, mais quelquefois elle n'est pas matérialisée.
L'objectif de ces lacs de bordure est d'isoler hydrauliquement les eaux des nappes phréatiques du polder et des terres anciennes environnantes. Lors de la réalisation d'un polder, le niveau du sol de celui-ci est inférieur au niveau du sol des terres avoisinantes. Quand on rattache le polder directement sur ces terres, comme cela est fait entre le Noordoostpolder, Overijssel et Frise à l'est et entre le Wieringermeerpolder et la Hollande-Septentrionale à l'est, le niveau d'eau des terres anciennes baisse, ce qui occasionne un assèchement des sols. De plus, l'eau coulera vers les nouvelles terres du polder, créant ainsi une zone très humide, surtout aux bords du polder. Le drainage peut être une solution pour éviter l'humidification extrême du polder, mais cette technique ne fait qu'augmenter les problèmes des terres anciennes. En créant un lac de bordure de taille suffisante entre le polder et les terres « anciennes », la pression et le niveau de l'eau de ces dernières ne varient pas après la création du polder, les nappes phréatiques évolueront de manière quasi indépendante.
Historiquement, cette technique n'a pas été appliquée aux polders du Noordoostpolder ni du Wieringermeer. Des études ont été effectuées pour créer des lacs de bordure pour séparer les polders des terres. Pour le Noordoostpolder, le projet a été abandonné à cause d'un coût trop élevé. Le projet Wieringerrandmeer entre le Wieringermeer et Wieringen est encore à l'étude auprès de la province de Hollande-Septentrionale.
Les lacs de bordure entourant le Flevopolder offrent de nombreuses possibilités de loisir et la création d'espaces réservés à la nature.

## Liste des lacs de bordure des polders du Flevoland
Du sud-ouest au nord : IJmeer, Gooimeer, Eemmeer, Nijkerkernauw, Nuldernauw, Wolderwijd, Veluwemeer, Drontermeer et Ketelmeer.
NB : Nauw indique une partie étroite de l'étendue d'eau. Wijd indique une partie large.

## Source
- (nl) Cet article est partiellement ou en totalité issu de l’article de Wikipédia en néerlandais intitulé « Randmeer (meer in Nederland) » (voir la liste des auteurs).